# Distrikt Cabanillas
Der Distrikt Cabanillas liegt in der Provinz San Román in der Region Puno im Süden Perus. Der Distrikt wurde am 28. Februar 1958 gegründet. Er besitzt eine Fläche von 1268 km². Beim Zensus 2017 wurden 4644 Einwohner gezählt. Im Jahr 1993 lag die Einwohnerzahl bei 4887, im Jahr 2007 bei 5180. Sitz der Distriktverwaltung ist die 3885 m hoch gelegene Ortschaft Deustua (oder Cabanillas) mit 2214 Einwohnern (Stand 2017). Deustua befindet sich 28 km südwestlich der Provinzhauptstadt Juliaca.

## Geographische Lage
Der Distrikt Cabanillas liegt im Westen der Provinz San Román. Die Längsausdehnung in WSW-ONO-Richtung beträgt 66 km, die maximale Breite liegt bei 25 km. Der Río Coata fließt entlang der nördlichen Distriktgrenze nach Osten. Im Westen reicht der Distrikt bis an die Cordillera Volcánica heran.
Der Distrikt Cabanillas grenzt im Süden an die Distrikte Ichuña und Ubinas (beide in der Provinz General Sánchez Cerro), im Südwesten an die Distrikte San Juan de Tarucani (Provinz Arequipa) und San Antonio de Chuca (Provinz Caylloma),
im Norden an die Distrikte Santa Lucía und Cabanilla (beide in der Provinz Lampa), im Nordosten an den Distrikt Cabana sowie im Südosten an den Distrikt Mañazo (Provinz Puno).